# Dirty Gold
„Dirty Gold” este albumul de debut al rapperiței Americane Angel Haze, lansat pe data de 30 decembrie 2013 prin intermediul caselor de discuri Island și Republic Records. Albumul de 12 piese include producții din partea producătorilor Markus Dravs, Mike Dean, Greg Kurstin, Malay, Rudimental și A Trive Called Red, și o piesă scrisă de cantautoarea Australiană Sia. Albumul a fost susținut de către cele doua single-uri „Echelon (It's My Way)” și „Battle Cry”, împreună cu single-ul promoțional „No Bueno”.

## Discuri single
„Echelon (It's My Way)” este single-ul principal a albumului și a avut premierea pe data de 27 august 2013 la show-ul lui Zane Lowe BBC Radio 1. Pe data de 2 octombrie 2013, videoclipul a avut premierea pe contul de VEVO a lui Angel Haze. Piesa produsă de Markus Dravs a fost pusă la dispoziție pentru vânzări pe data de 15 octombrie 2013.
„Battle Cry” în colaborare cu Sia, a fost trimis la stațiile de radio urban contemporary în Regatul Unit pe data de 9 ianuarie 2014 ca al doilea single de pe album.

## Lista pieselor
| Standard edition |                                     |                                                     |                    |         |  |
| Nr.              | Titlu                               | Autor(i)                                            | Producător(i)      | Lungime |  |
| 1.               | „Sing About Me”                     | Angel Haze Markus Dravs Frankie Storm Rachel Taylor | Dravs              | 3:35    |  |
| 2.               | „Echelon (It's My Way)”             | Haze Dravs                                          | Dravs              | 3:34    |  |
| 3.               | „A Tribe Called Red”                | Haze Dravs Dan General Ian Campeau Ehren Thomas     | A Tribe Called Red | 4:37    |  |
| 4.               | „Deep Sea Diver”                    | Haze Dravs                                          | Dravs              | 4:48    |  |
| 5.               | „Black Synagogue”                   | Haze Wynter Gordon Mike Dean                        | Dean               | 6:49    |  |
| 6.               | „Angels & Airwaves”                 | Haze James Ho                                       | Malay              | 4:21    |  |
| 7.               | „April's Fool”                      | Haze Ho                                             | Malay              | 3:20    |  |
| 8.               | „White Lilies / White Lies”         | Haze Dravs Tshiswaka Kayembe Petro Prokopiw         | Dravs              | 5:18    |  |
| 9.               | „Battle Cry” (în colaborare cu Sia) | Haze Sia Furler Greg Kurstin                        | Kurstin            | 4:52    |  |
| 10.              | „Black Dahlia”                      | Haze Dravs James Wallace                            | Dravs              | 5:29    |  |
| 11.              | „Planes Fly”                        | Haze Chris Leonard Jake Gosling Natalia Kills       | Gosling            | 4:27    |  |
| 12.              | „Dirty Gold”                        | Haze Kurstin                                        | Kurstin            | 4:45    |  |
| Lungime totală:  | Lungime totală:                     | Lungime totală:                                     | Lungime totală:    | 53:15   |  |

| Deluxe edition  |                       |                                                |                 |         |  |
| Nr.             | Titlu                 | Autor(i)                                       | Producător(i)   | Lungime |  |
| 13.             | „Rose-Tinted Suicide” | Haze Isabella Summers                          | Summers         | 2:14    |  |
| 14.             | „Vinyl”               | Haze Ho                                        | Malay           | 3:46    |  |
| 15.             | „Crown”               | Haze Amir "Amir Amor" Izadkhah                 | Rudimental      | 3:07    |  |
| 16.             | „New York”            | Gil Scott-Heron Haze William "The 83rd" McNair | The 83rd        | 3:27    |  |
| Lungime totală: | Lungime totală:       | Lungime totală:                                | Lungime totală: | 68:25   |  |

## Clasamente
| Clasament (2014)                                | Poziție maximă |
| ----------------------------------------------- | -------------- |
| Statele Unite ale Americii (Heatseekers Albums) | 15             |
| Regatul Unit (UK Albums Chart)                  | 196            |
| Regatul Unit (UK R&B Albums Chart)              | 22             |

## Release history
| Țară              | Dată              | Format(uri)         | Casă de discuri  | Ref.   |
| ----------------- | ----------------- | ------------------- | ---------------- | ------ |
| Uniunea Europeană | 27 decembrie 2013 | Descărcare digitală | Island Records   | [ 27 ] |
| America de nord   | 30 decembrie 2013 | Descărcare digitală | Republic Records | [ 28 ] |
| Regatul Unit      | 27 ianuarie 2014  | CD                  | Island Records   | [ 29 ] |